# 蘭亞里角

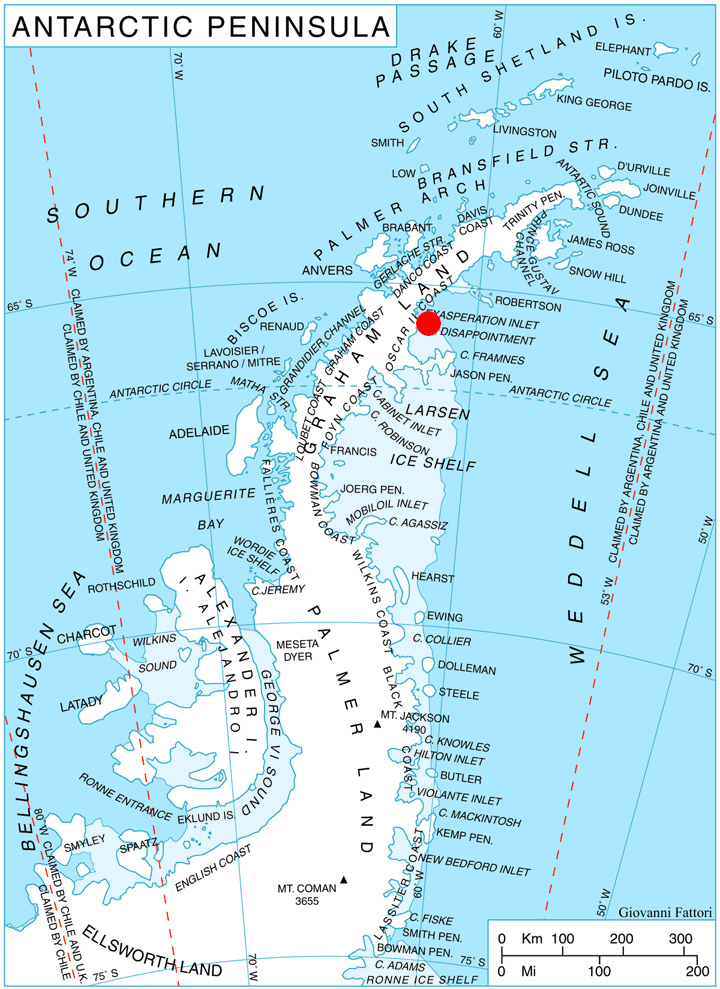

蘭亞里角是南極洲的海岬，位於葛拉漢地，處於桑迪爾角東南面6.7公里和迪薩波因特門特角北端以西5.2公里，以保加利亞統治者命名。
65°31′53″S 61°49′00″W / 65.53139°S 61.81667°W

## 外部連結
- Ranyari Point. （页面存档备份，存于） SCAR Composite Antarctic Gazetteer.